# Хилс (Ајова)
Хилс (енгл. Hills) град је у америчкој савезној држави Ајова. По попису становништва из 2010. у њему је живело 703 становника.

## Демографија
Према попису становништва из 2010. у граду је живело 703 становника, што је 24 (3,5%) становника више него 2000. године.
| Група             | 2000.       | 2010.       |
| Белци             | 658 (96,9%) | 649 (92,3%) |
| Афроамериканци    | 3 (0,4%)    | 2 (0,3%)    |
| Азијати           | 7 (1,0%)    | 9 (1,3%)    |
| Хиспаноамериканци | 8 (1,2%)    | 28 (4,0%)   |
| Укупно            | 679         | 703         |